# Mujievo, Bereg
Mujievo (în ucraineană Мужієво, maghiară Nagymuzsaly) este o comună în raionul Bereg, regiunea Transcarpatia, Ucraina, formată numai din satul de reședință.

## Demografie
Componența lingvistică a comunei Mujievo
     Maghiară (82,31%)
     Ucraineană (16,4%)
     Rusă (1,2%)
     Alte limbi (0,05%)
Conform recensământului din 2001, majoritatea populației comunei Mujievo era vorbitoare de maghiară (82,31%), existând în minoritate și vorbitori de ucraineană (16,4%) și rusă (1,2%).